# Pape Thiaw
Pape Bouna Thiaw (* 5. Februar 1981 in Dakar, Senegal) ist ein senegalesischer ehemaliger Fußballspieler.

## Karriere
Thiaw spielte in der Jugend von 1997 bis 1998 bei ASC Yeggo Dakar. Seit 1998 ist er Profifußballer und spielte unter anderem bei SR Delémont, FC Lausanne-Sport, FK Dynamo Moskau, Deportivo Alavés und seit 2009 bei Atlético CF Ciudad. Von 2001 bis 2003 spielte er in der Nationalmannschaft Senegals und nahm an der Fußball-Weltmeisterschaft 2002 teil.